# Sighișoara

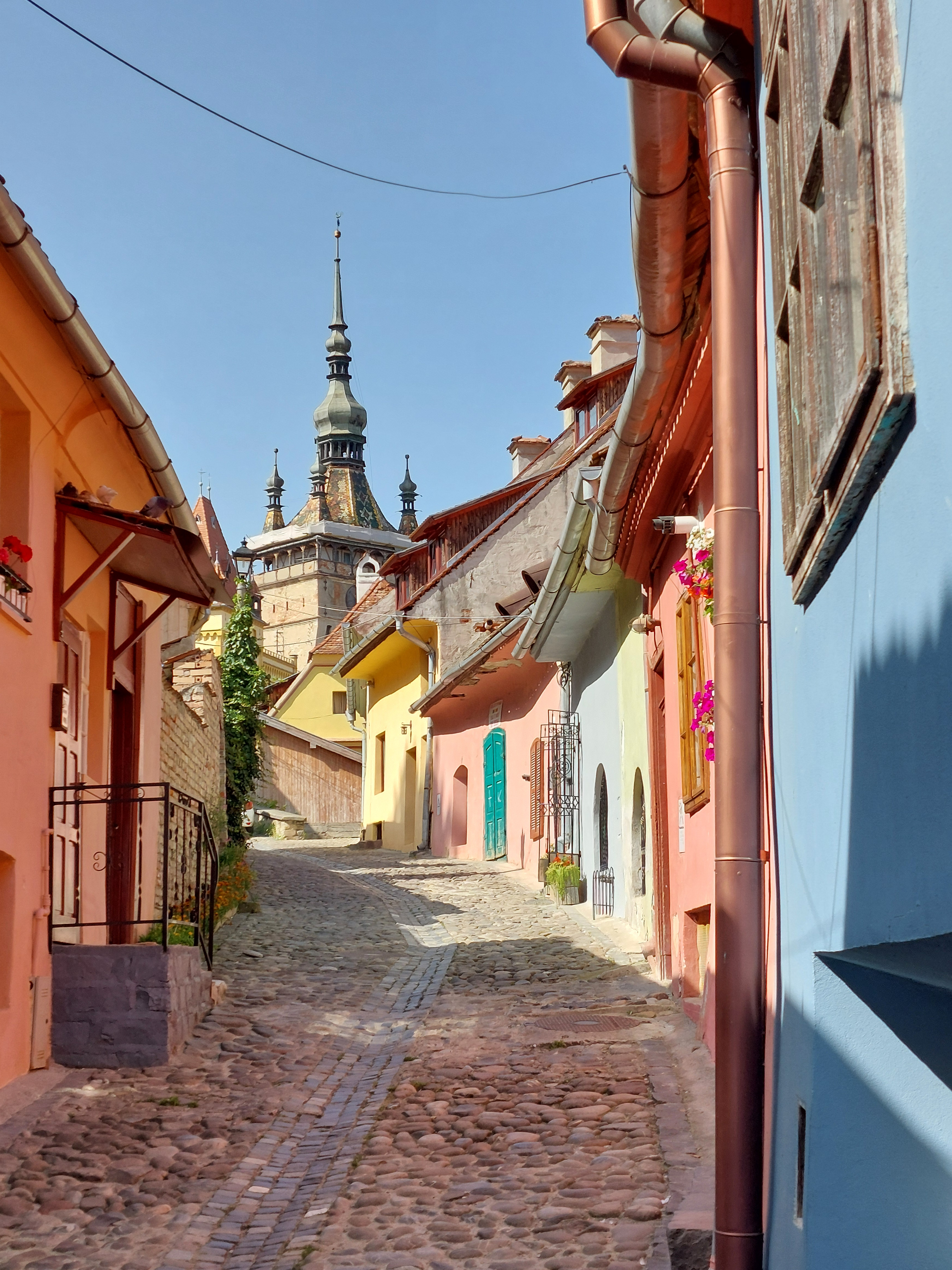
De Strada Turnului

Sighișoara (Duits: Schäßburg; Hongaars: Segesvár; Latijn: Castrum Sex) is een stad in het district Mureș, in Transsylvanië. De stad ligt aan de rivier Târnava. In 2002 had de stad 32.304 inwoners. Hiervan waren 6002 (18,6%) Hongaren en 1,9% Duitsers.
De stad heeft een belangrijke rol gespeeld in de geschiedenis, zowel voor de Roemenen als voor de Hongaren en Duitsers. Vandaag is de stad een van de belangrijke toeristische bestemmingen van Transsylvanië.

## Geschiedenis
Een Dacische nederzetting, nabij Sighișoara, genaamd Sandova werd gebouwd in de 3e eeuw v.Chr. Sandova was in de 2e eeuw een belangrijke Romeinse castrum waar Romeinse legioenen zich legerden. In de 12e eeuw werden kolonisten, afkomstig uit het Moezelgebied, Luxemburg en de Eifel "uitgenodigd" door de koning van Hongarije om Transsylvanië te koloniseren en de grens te bewaken. Zij werden sindsdien Saksen genoemd (zie: Transsylvaanse Saksen. De eerste naamsvermelding van de stad was in het Latijn en dateert een eeuw later (1280): Castrum Sex (letterlijk Saksenburcht). In 1298 is de naam Schespurch. In 1337 wordt de Hongaarse versie Seguzwar (-war betekent -burg) vermeld. Pas in 1435 wordt de uit het Hongaars ontleende Roemeense versie Sigisoara voor het eerst vermeld.
Schässburg was het stedelijk centrum van het ‘Weinland‘, een van de vier regio’s waarin het ‘Sachsenland’ was verdeeld.
De burgerij bleef lang uitsluitend 'Saksisch' en liet pas sinds de 16de eeuw ook Hongaren en Roemenen toe. De 'Saksen' behielden niettemin hun meerderheid en deze ging pas in het begin van de 20ste eeuw verloren, aan het einde van de twee eeuwen durende Habsburgse periode. In 1910 vormden de 'Saksen' nog de helft, de twee andere bevolkingsgroepen ieder een kwart van de stadsbevolking. Na de inlijving van Transsylvanië bij Roemenië, in 1919, verminderde het 'Saksische' bevolkingsaandeel tot een derde, en na de Tweede Wereldoorlog zakte dat verder tot nog geen 20%. De Hongaarse minderheid hield beter stand, maar de Roemenen bereikten sindsdien de definitieve meerderheid en herschreven de stadsgeschiedenis door elementen uit hun nationale traditie op de voorgrond te plaatsen. Eén daarvan is de geschiedenis van Dracula zoals deze door Bram Stoker tot een mythe werd ontwikkeld. Vlad III. Drăculea Țepeș (Dracula, ofwel de Draak), zou in de stad zijn geboren in het begin van de 15de eeuw.
De geschiedenis van de stad liep parallel aan die van de andere 'Saksische' steden, zie daarvoor Hermannstadt-Sibiu.
In 2002 woonde, op 32.000 inwoners, naast de Roemeens meerderheid nog steeds een aanzienlijke minderheid van 18% Hongaren in de stad. De 'Saksen' waren zo goed als verdwenen (2%), na hun uittocht in de jaren negentig.
De stad is tot Unesco Werelderfgoed gepromoveerd, maar dat heeft de bedreiging van grootschalige afbraak niet geheel afgewend. Al in 1975 wilde burgemeester Ioan Dăneșan de binnenstad (‘Altstadt’) vervangen door moderne flats en doorgaande autowegen. Zijn zoon Ioan Dorin Dăneșan, de huidige burgemeester, wordt er door monumentenbeschermers van beschuldigd gelijksoortige plannen te hebben en de stad zelfs van de Unesco-lijst te willen afvoeren.

## Bevolking
Sighișoara is in het verleden een Saksische (Duitstalige) stad geweest met een Roemeense minderheid, is daarna multi-etnisch geworden en wordt nu steeds meer een Roemeense stad met een Hongaarse minderheid.
- In 1850 waren er 8273 inwoners waarvan 2172 Roemenen (26%), 398 Hongaren (5%), 5305 Duitsers (64%) en 369 Roma.
- In 1900 waren er 12082 inwoners waarvan 3324 Roemenen (28%), 2322 Hongaren (19%) en 6096 Duitsers (50%).
- In 1956 waren er 21366 inwoners waarvan 12164 Roemenen (57%), 3031 Hongaren (14%), 5450 Duitsers (26%) en 412 Roma.
- In 1992 waren er 36170 inwoners waarvan 26497 Roemenen (73%), 7159 Hongaren (20%), 1397 Duitsers (4%) en 1095 Roma.
- In 2002 waren er 32304 inwoners waarvan 24571 Roemenen (76%), 5934 Hongaren (18%), 623 Duitsers (2%) en 1135 Roma.
- In 2011 waren er 28102 inwoners waarvan 19632 Roemenen (70%), 4643 Hongaren (17%), 403 Duitsers en 1471 Roma (7% gaf geen antwoord op de vraag van de nationaliteit).

### Hongaarse gemeenschap
De Hongaarse gemeenschap van Segesvár (zoals de Hongaren de stad noemen) heeft de beschikking over eigen scholen en kerken. Verder zitten er twee Hongaarse raadsleden in de gemeenteraad van de stad.

## Bezienswaardigheden
In Sighișoara zijn vier (van veertien) torens van de stadsomwalling overgebleven, genoemd naar de gilden die ze in tijden van gevaar moesten bemannen: Schneiderturm, Zinngießerturm enz. en ook de Stundenturm die de boven- met de benedenstad verbindt. In de Lutherse Bergkirche met de enige crypte die Transsylvanië rijk is, staat een collectie altaren uit opgeheven Saksische dorpsgemeenten opgesteld. Op het ‘Deutsche Friedhof’ zijn rijk vormgegeven graven van het stadspatriciaat te vinden, zoals de Sternheim-Gruft. In de Altstadt zijn voorname patriciërhuizen te vinden, zoals van de families Wenrich en Bacon. De Klosterkirche, nu Lutherse Stadtpfarrkirche, stamt uit ca. 1500 en heeft een barokaltaar en barokorgel, vormgegeven door de plaatselijke meester Johannes Fest en de Hermannstädter schilder Jeremias Stranovius. De kerk bezit 35 kostbare 16de- en 17de-eeuwse oriëntaalse tapijten.
Op de nabije vlakte van Albești vond op 31 juli 1849 de Slag bij Segesvár c.q. om Sighișoara plaats, waar het Hongaarse nationale leger van Jozef Bém verloor van het Russische leger dat de Habsburgse Monarchie te hulp kwam. In 1852 werd er een monument gebouwd voor de Russische generaal Skariatin die omkwam. Ook voor de Hongaarse poëet Sándor Petőfi, waarvan men nog steeds niet zeker weet of hij in dit gevecht of elders omgekomen is, werd er een monument gebouwd bij Albești in 1897.

## Geboren in Sighișoara
- (vermoedelijk) Vlad Dracula (Vlad III - 1431-1476), vorst van Walachije
- Johann Michael Ackner (1782-1862) archeoloog en natuurkundige
- Georg Daniel Teutsch (1817-1893) Luthers bisschop en schrijver van de nationale geschiedenis van de Zevenburger (Transsylvaanse) Saksen
- Carl Wolff (1849-1929) journalist en politicus, werkzaam bij de Weense Freie Presse en directeur van het Siebenbürgisch-Deutsches Tageblatt
- Marie Stritt-Bacon (1855-1928) feministisch activiste in Duitsland (Dresden)
- Friedrich Grünanger (1856-1929) eclectisch-historicistisch architect die uiteindelijk voor de Weense Secession koos, en vooral werkzaam was in Bulgarije
- Regine Ziegler (1864-1925) Duitstalig schrijfster
- Karl Ziegler (1866-1945) kunstschilder
- Hans Leicht (1886-1937) jurist, politicus, dichter en vertaler
- Hilde von Stolz (1903-1973) toneel- en filmspeelster, tijdens de oorlog ook in nazi-propagandafilms
- Dieter Schlesak (1934-) Duitstalig schrijver en lid van het Duitse P.E.N.-centrum
- Klaus Knall (1936-) dirigent en cantor
- Michael Tausch (1949-) hoogleraar chemie, sinds 1977 in Duitsland werkzaam
- Radu Voina (1950-) handbalspeler en trainer van het Roemeense nationale team
- Attila Dorn (pseudoniem van Karsten Brill, 1970-) internationaal popmusikant
- Ralph Gunesch (1983-) voetbalspeler in de Duitse Bundesliga (FC Sankt Pauli)

## Afbeeldingen

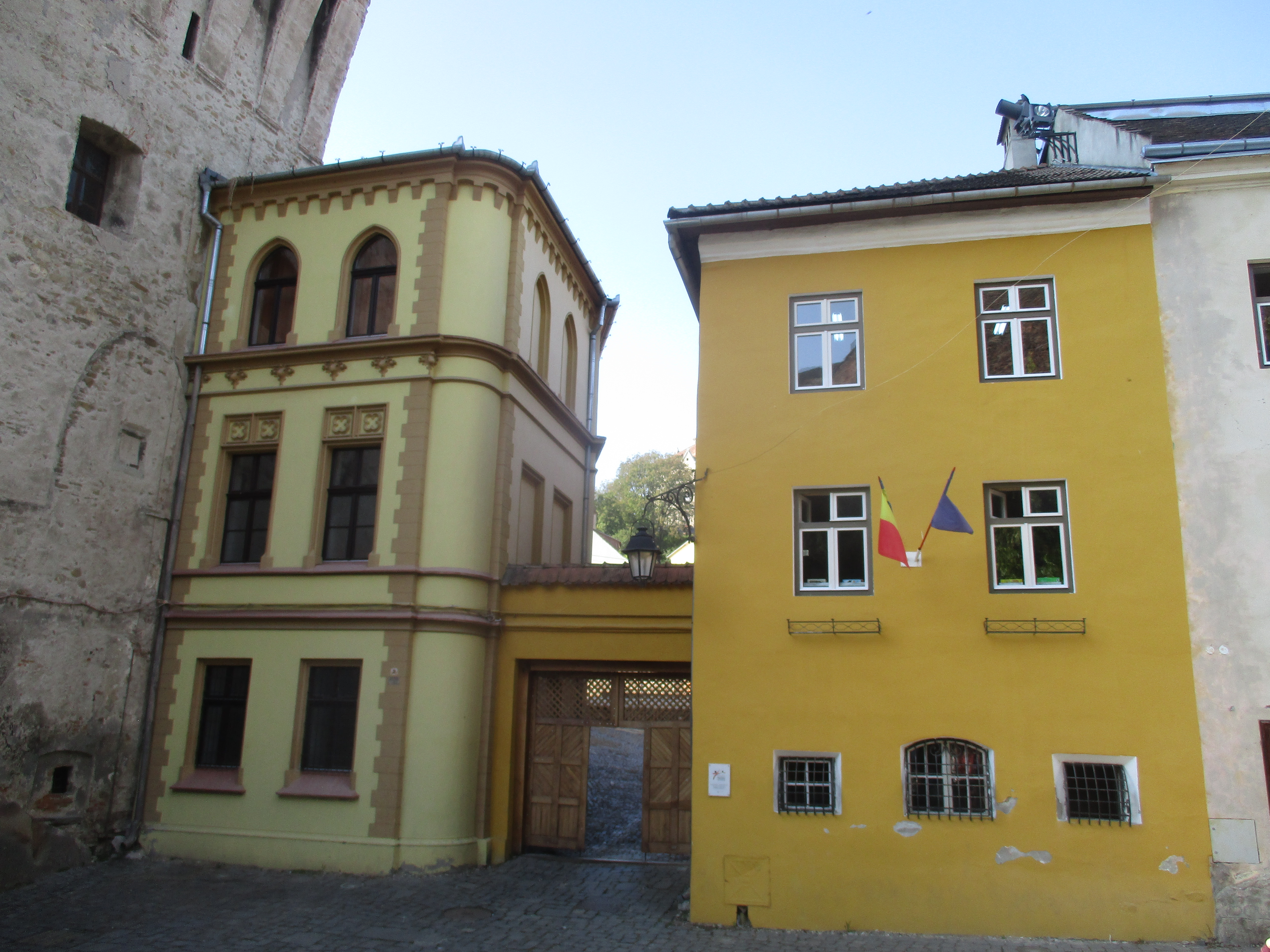
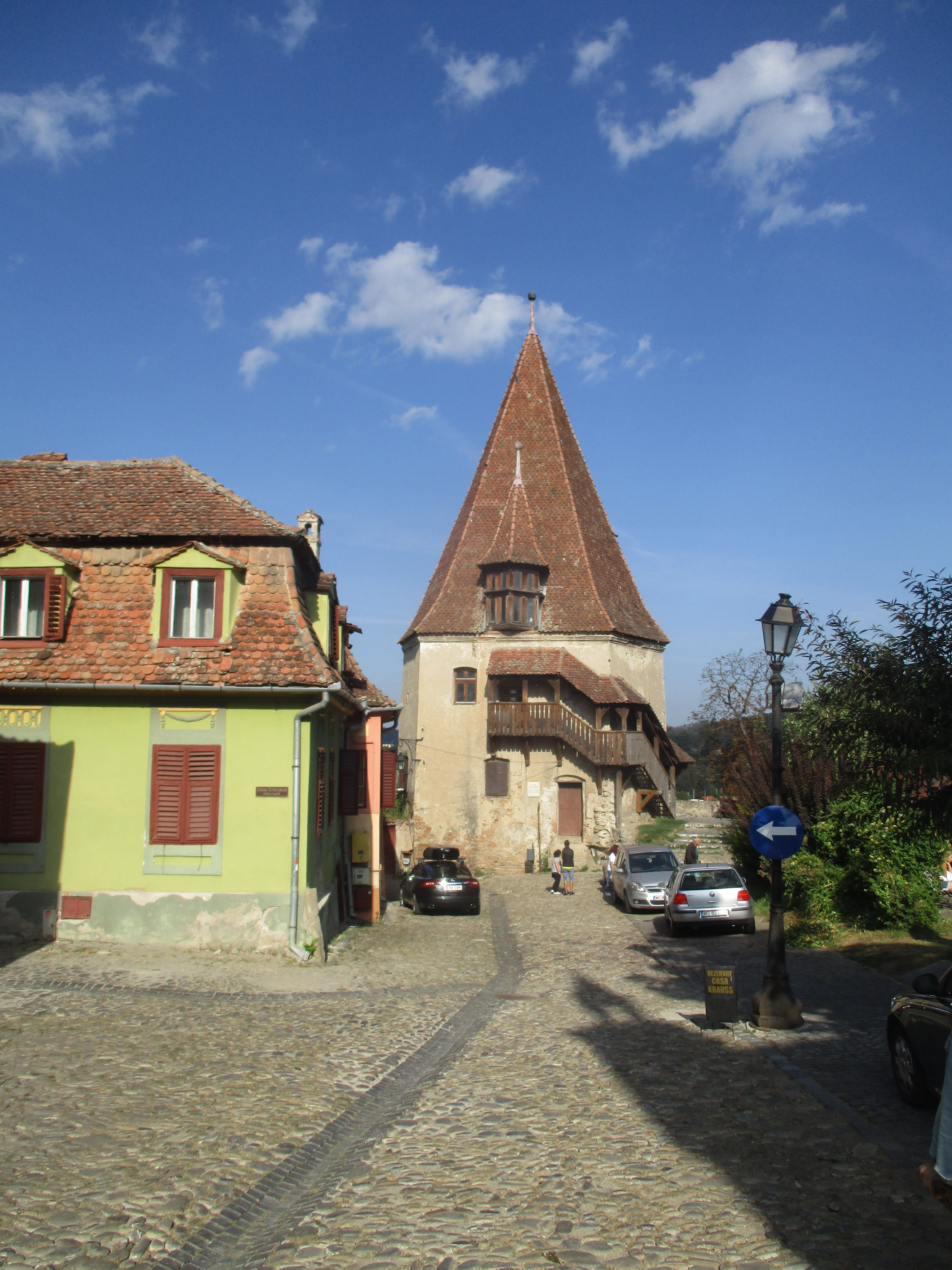

- Het centrale plein van de oude stad

## Media
Vanuit de stad wordt het regionale commerciële Hongaarstalige radiostation Rádió GaGa doorgeven op 104.3 FM.